# 谢建华 (1953年)
谢建华（1953年—），山东黄县人，汉族，少將、中华人民共和国政治人物，天津警备区政委。中国共产党党员，第十二届全国人民代表大会解放军代表。

## 生平
毕业于中共中央党校法律专业。2008年担任第十一届全国人民代表大会代表。2013年，担任第十二届全国人民代表大会代表。
2012年5月，谢建华出任北京军区政治部副主任。